# Frederick Browning

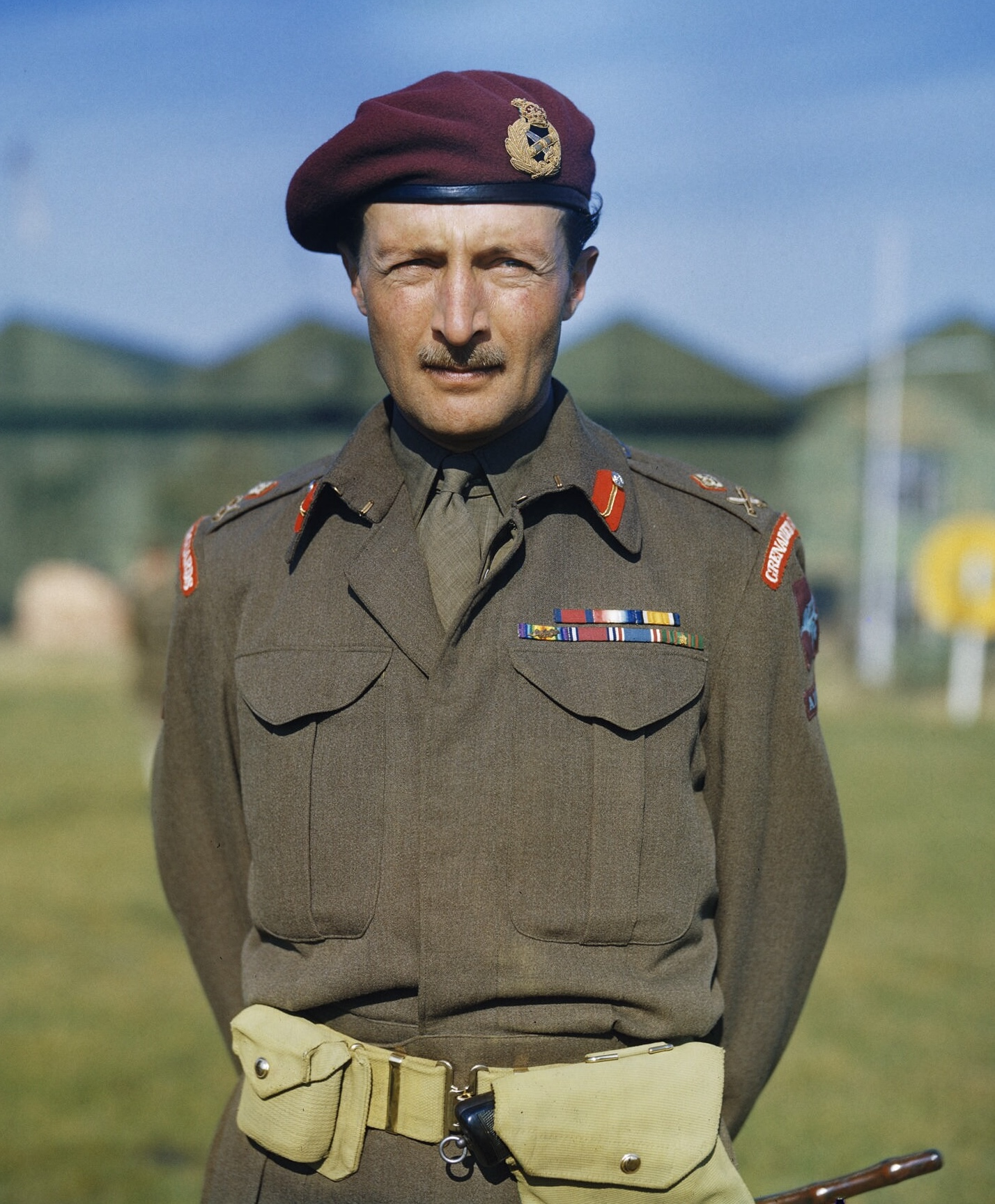
Frederick Browning, 1942.

Frederick Arthur Montague "Boy" Browning, född 20 december 1896 i Kensington i London, död 14 mars 1965, var en brittisk militär (generallöjtnant), som deltog i Första världskriget och Andra världskriget. Han var gift med författarinnan Daphne du Maurier.
Browning deltog i bob-tävlingen vid olympiska vinterspelen 1928 i Sankt Moritz och placerade sig på tionde plats.
Under Andra världskriget var Browning befälhavare för I Airborne Corps och stf befälhavare för First Allied Airborne Army under Operation Market Garden i september 1944.